# Robert Garcia
Robert Garcia (Liedekerke, 7 januari 1938 - 2 september 2010) was een Belgisch senator.

## Levensloop
Garcia was directeur van het gemeentebestuur van Jette.
Hij werd politiek actief voor de BSP en werd voor deze partij in 1971 verkozen tot gemeenteraadslid van Jette, waar hij van 1977 tot 1999 schepen was.
Van 1987 tot 1995 zetelde hij eveneens in de Belgische Senaat: van 1987 tot 1991 als rechtstreeks verkozen senator voor het arrondissement Brussel en van 1991 tot 1995 als provinciaal senator voor Brabant. 
In de periode februari 1988-november 1991 had hij als gevolg van het toen bestaande dubbelmandaat ook zitting in de Vlaamse Raad. De Vlaamse Raad was vanaf 21 oktober 1980 de opvolger van de Cultuurraad voor de Nederlandse Cultuurgemeenschap, die op 7 december 1971 werd geïnstalleerd, en was de voorloper van het huidige Vlaams Parlement.  
Van 1989 tot 1992 en van 1995 tot 1999 zetelde hij ook in het Brussels Hoofdstedelijk Parlement en was hij tegelijkertijd de voorzitter van de Raad van de Vlaamse Gemeenschapscommissie.